# 马炳泰
马炳泰（1950年9月—），河北卢龙人，原沈阳军区副政治委员，第十届全国人大代表，中共十七大代表，中将军衔。
马炳泰于1969年加入中国人民解放军，曾担任过第38集团军第114师（1996年改为武警第114师）政治委员等。2000年任武警河南省总队政治委员，并晋升武警少将警衔。2005年任武警北京市总队政治委员，次年起任武警部队政治部副主任兼武警北京市总队政委。2008年12月起出任沈阳军区副政治委员，2009年由武警少将警衔改少将军衔。2010年7月晋升中将军衔。